# Margai Caka
Margai Caka (kinesiska: Ma’ergai Chaka, 玛尔盖茶卡) är en saltsjö i Kina. Den ligger i den autonoma regionen Tibet, i den sydvästra delen av landet, omkring 730 kilometer nordväst om regionhuvudstaden Lhasa. Arean är 5,2 kvadratkilometer. Margai Caka ligger vid sjön Shengli Hu.
Genomsnittlig årsnederbörd är 499 millimeter. Den regnigaste månaden är juli, med i genomsnitt 245 mm nederbörd, och den torraste är januari, med 2 mm nederbörd.